# トパーズ戦争移住センター

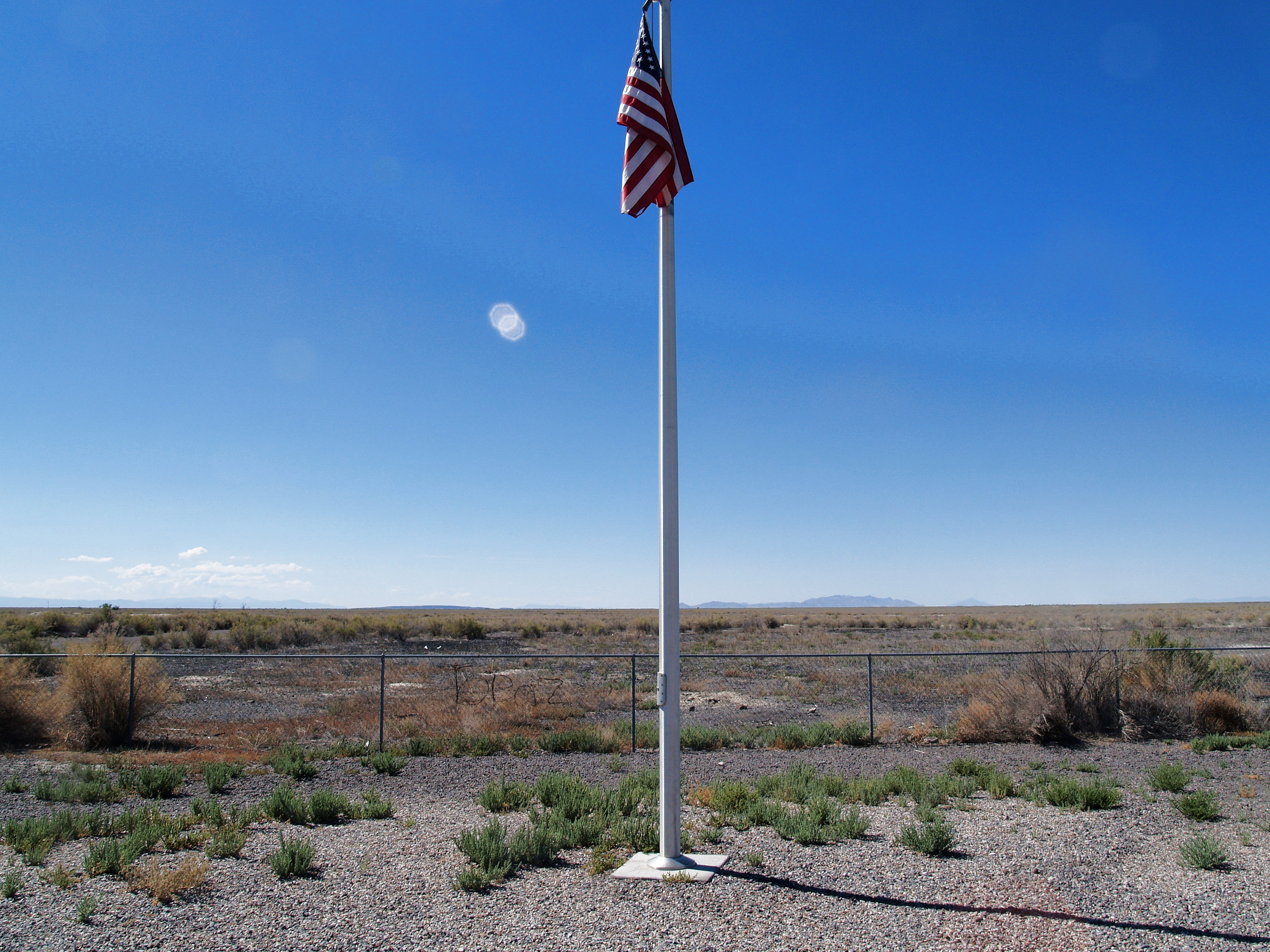
Overview of the area

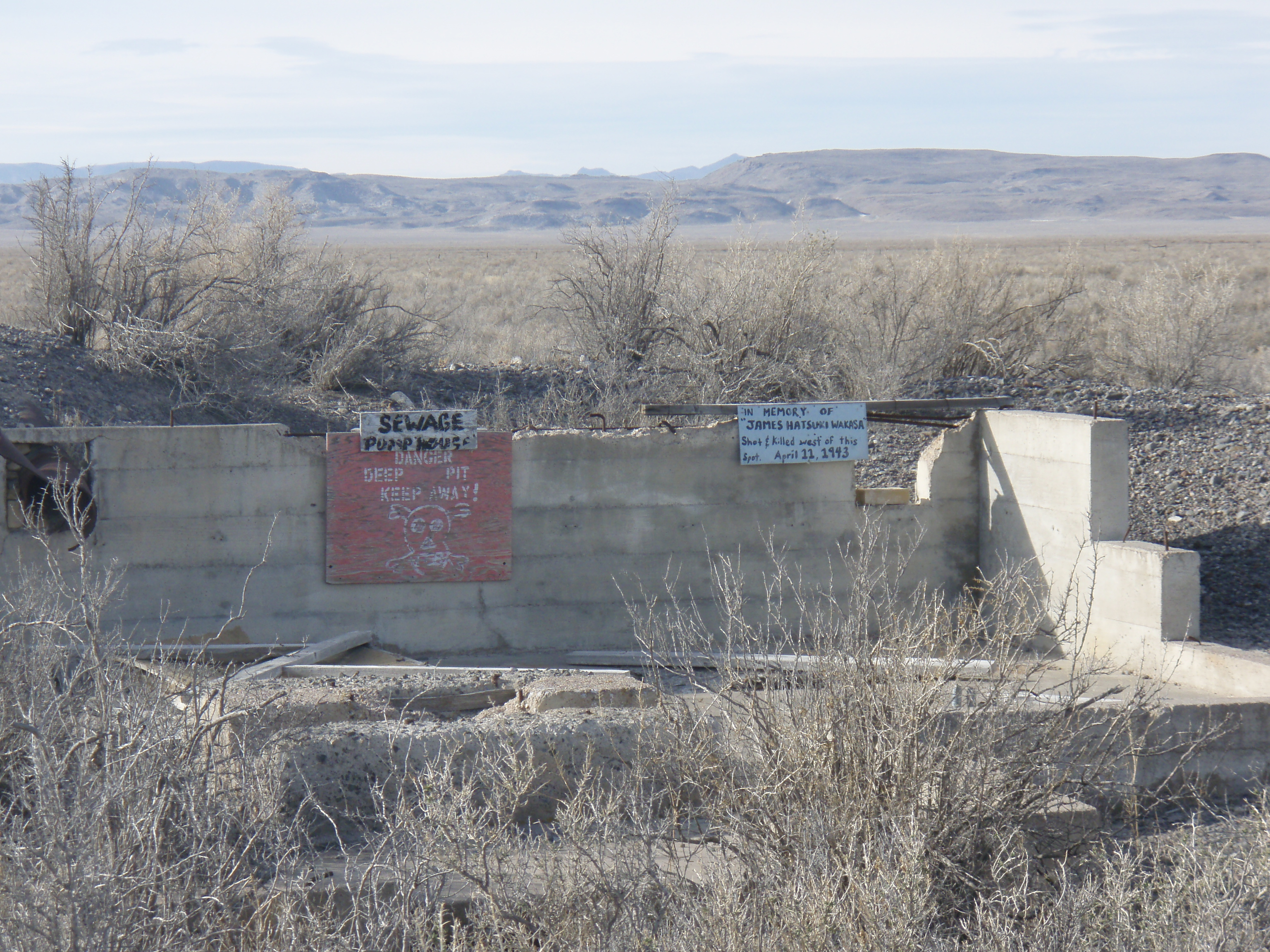
Remains of sewage pump house at Topaz. The small memorial sign at the right notes that internee James Wakasa was killed near this spot.

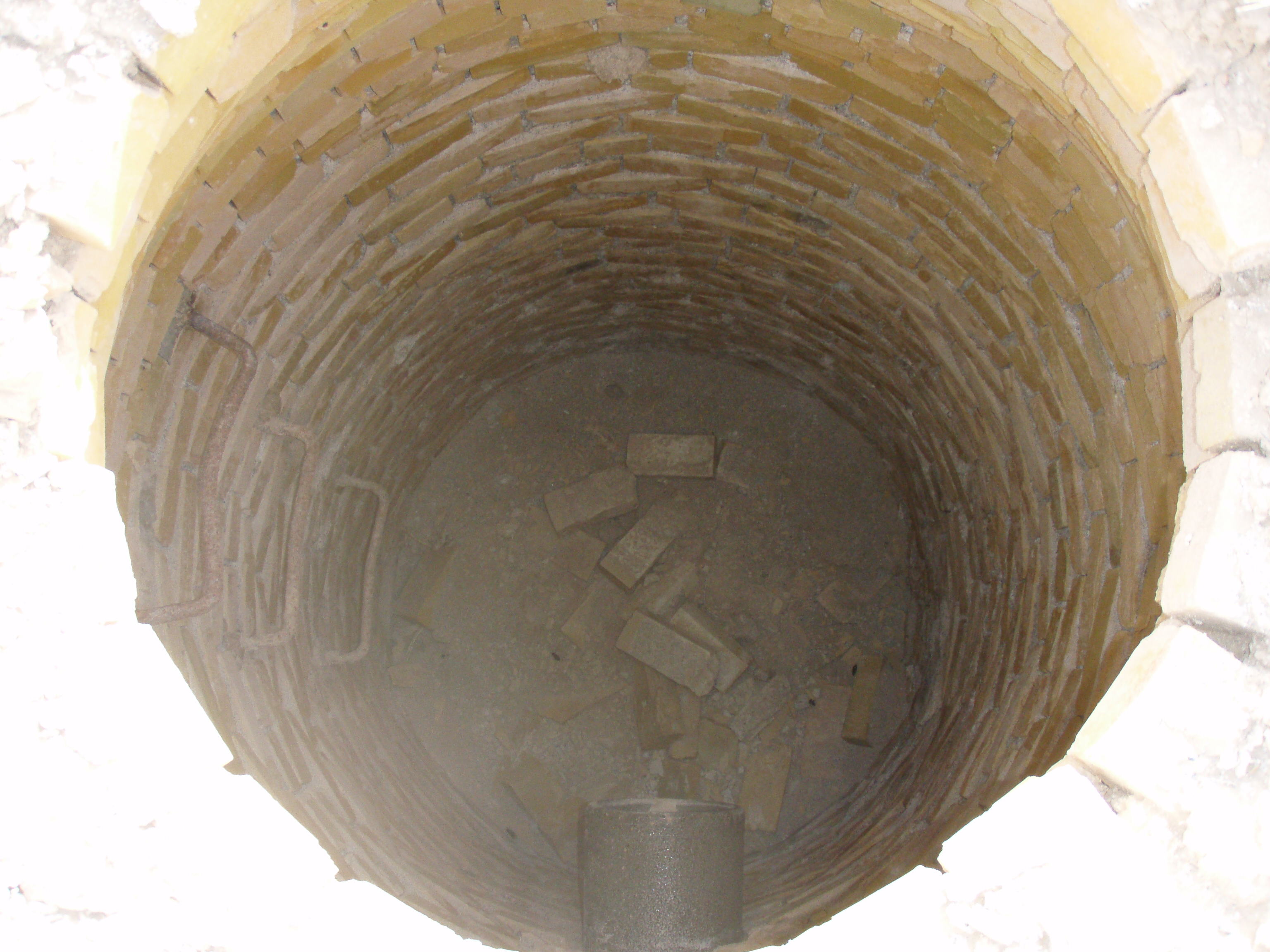
Sewer system at Topaz

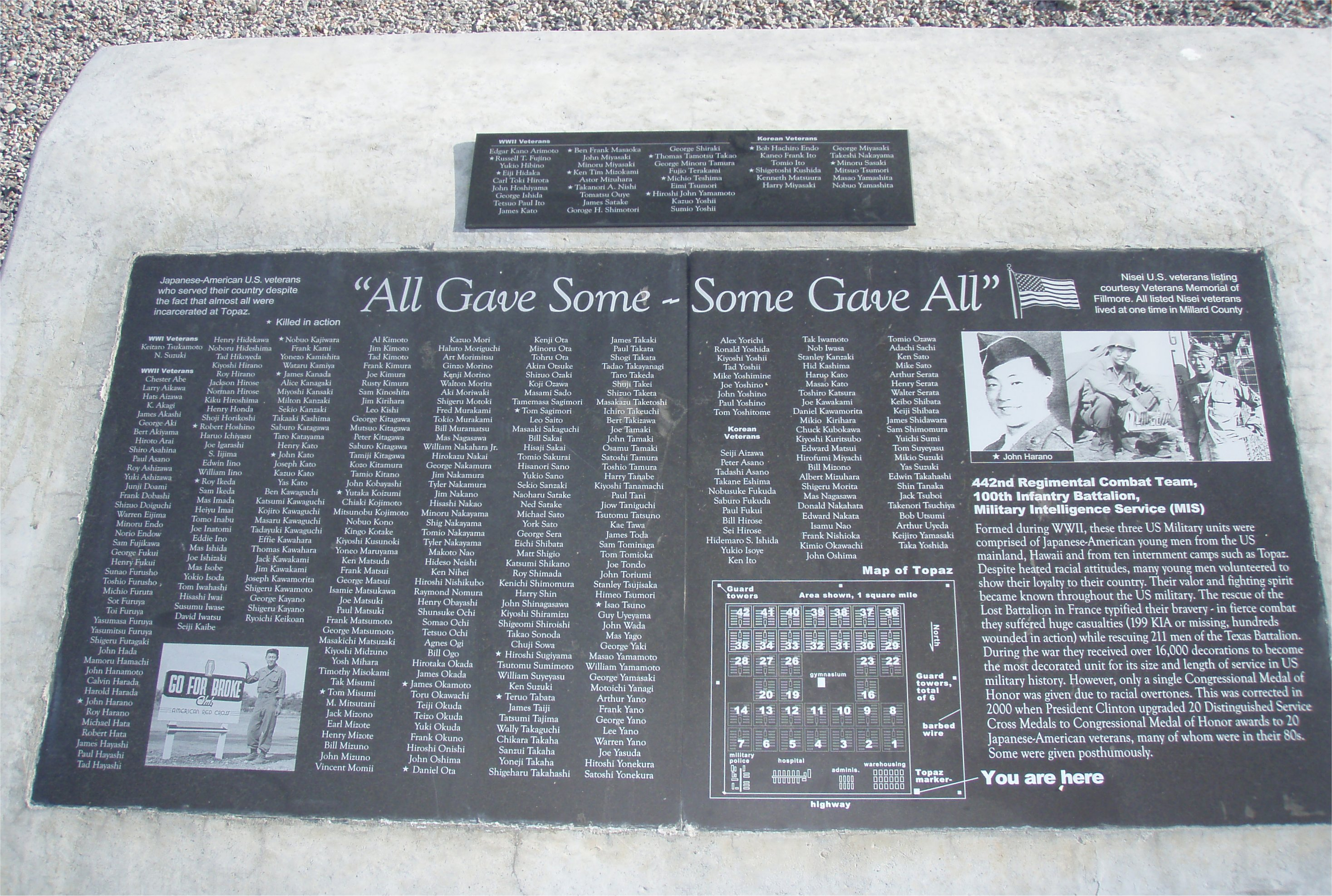
Left-hand plaque from memorial

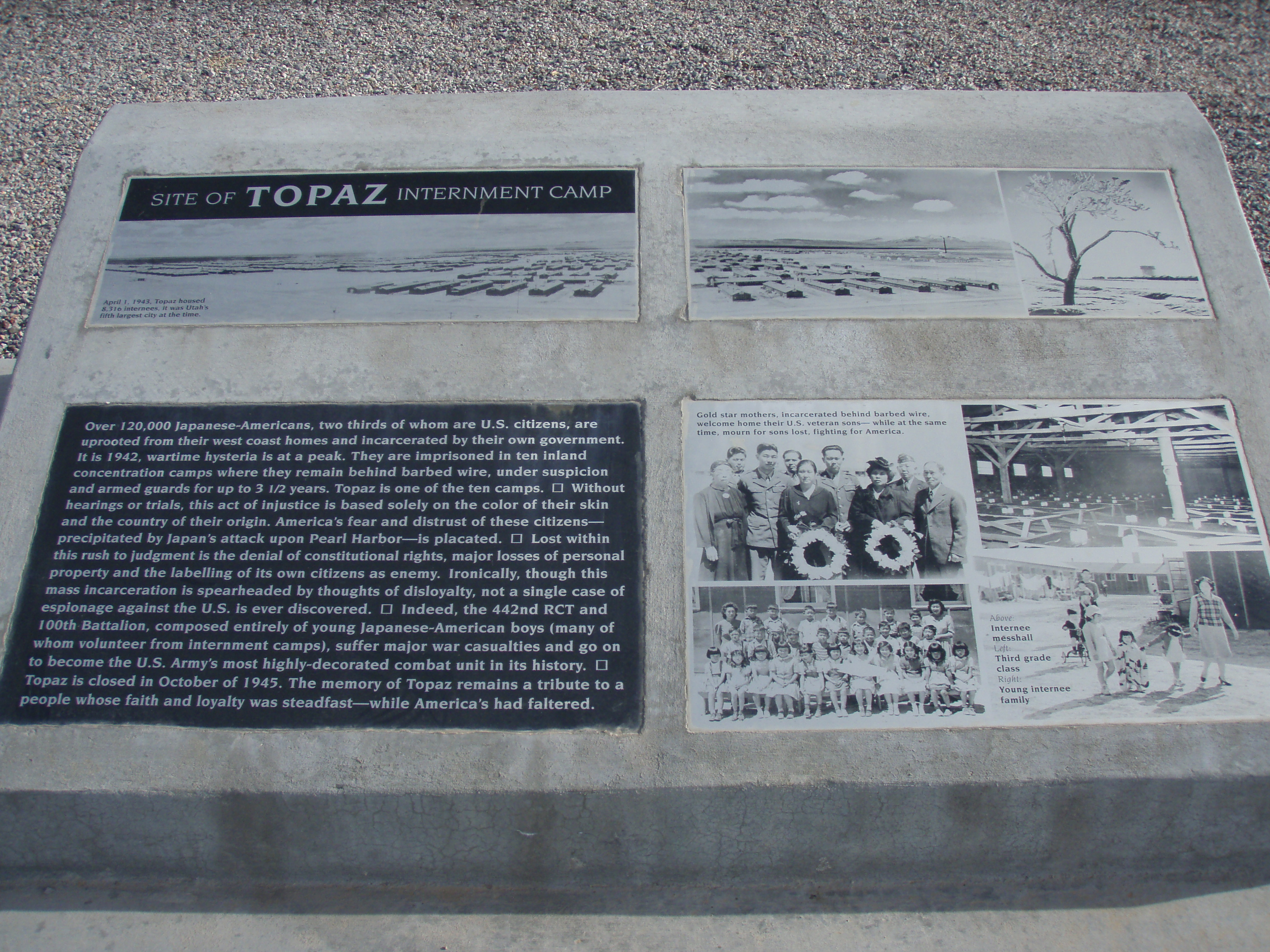
Right-hand plaque from memorial

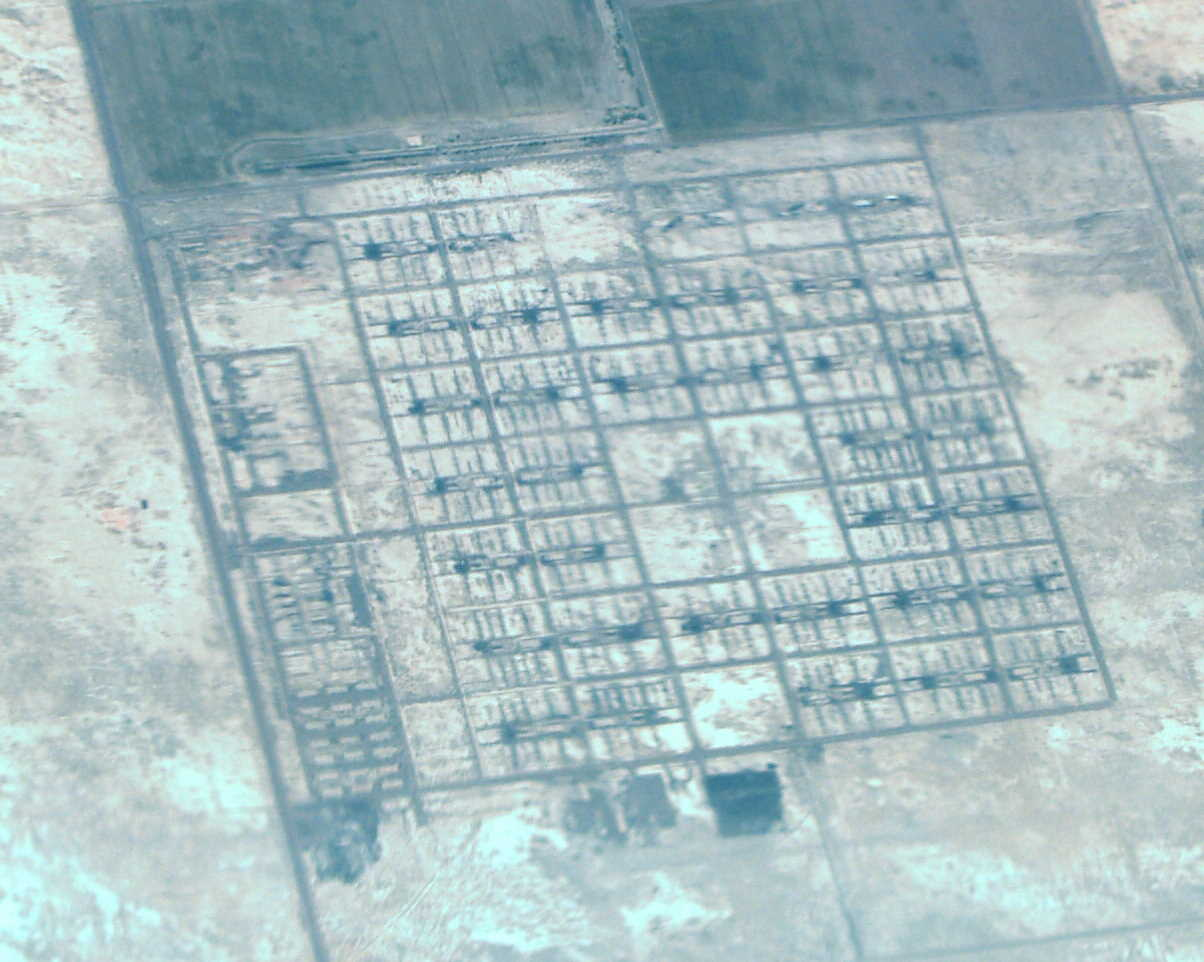
The remains of the camp as seen from 20,000 feet in 2009.

トパーズ戦争移住センター（Topaz War Relocation Center、別名Central Utah Relocation Center（Topaz）、Abraham Relocation Center）は、第二次世界大戦時に日系アメリカ人が抑留された収容施設。日系人の間では「突発」という表記が当てられる事もあった。

## 概要
- 所在地：ミラード郡、ユタ州、アメリカ合衆国
- 建設年：1942年
- 建築家：Daley Brothers
- 敷地面積：19,800エーカー（8,012.8ha） - マンザナー戦争移住センターの約4倍。
- アメリカ合衆国国定歴史建造物（NHL）登録：2007年3月29日[2]
- アメリカ合衆国国家歴史登録財（NRHP）登録：1974年1月2日[1]
- キャンプ運営開始：1942年9月11日
- キャンプ閉鎖：1945年10月31日
- 被収容者総数：11,212人
- 最大時被収容者人数：8,316人
- 被収容者死者数：自然死 130名、銃殺 1名
- 合衆国軍入隊者数：451人（自主参加 80人、徴兵 371人）
- 戦死者数：15人

### 被抑留者
- フレッド・コレマツ（Fred Korematsu、1919 - 2005） - 権利擁護活動家。コレマツ対アメリカ合衆国事件で大統領令9066号の適法性について争った。
- ロバート・ムラセ（Robert Murase、1938 - 2005） - 世界的に有名なランドスケープ・アーキテクト。
- 小圃千浦（Chiura Obata、1885 - 1975） - 画家
- ゴロウ・スズキ（Goro Suzuki、1917 - 1979） - カリフォルニア州オークランド育ちのエンターテイナー。ジャック・スーの名で、ブロードウェイ・ミュージカル『フラワー・ドラム・ソング』および映画『フラワー・ドラム・ソング』、そして1970年代のシットコム『Barney Miller 』に出演していたことで知られる。所内のイベントにしばしば出演していた。
- トシオ・モリ (1910 - 1980) - 作家。邦訳に『カリフォルニア州ヨコハマ町』(大橋吉之輔訳, 毎日新聞社, 1978) などがある[4]。
- ミネ・オオクボ (1912 - 2001) - 画家[5]。
- ケイ・セキマチ（英語版） (1926 -) - ファイバーアーティスト[6]。
- ヨシコ・ウチダ (1921 - 1992) - 作家。邦訳に『強制収容所 トパーズへの旅 ― 日系少女ユキの物語』(柴田寛二訳, 評論社, 1983)、『荒野に追われた人々 ― 戦時下日系米人家族の記録』(波多野和夫訳, 岩波書店, 1985) などがある。
- デイヴ・タツノ (1913 - 2006) - 実業家、日米物産経営者。収容所内の生活を動画映像に撮影していたことで知られる。
- リチャード・アオキ（Richard Masato Aoki 1938 - 2009) - ブラックパンサー党の活動家。連邦捜査局の情報提供者。

## 参照
1. 1 2  National Park Service (23 January 2007). "National Register Information System". National Register of Historic Places. National Park Service. {{cite web}}: Cite webテンプレートでは|access-date=引数が必須です。 (説明)
2. 1 2  “Central Utah Relocation Center（Topaz） Site”. National Historic Landmark summary listing.   National Park Service. 2008年6月12日閲覧。
3. ↑  Farrell, Mary M.; Lord, Florence B.; Lord, Richard W.; Burton, Jeffery F. (2002). Confinement and Ethnicity: An Overview of World War II Japanese American Relocation Sites. University of Washington Press. p. 259. ISBN 0295981563
4. ↑  Jun 2017, Ryusuke Kawai. “第８回 『カリフォルニア州 ヨコハマ町』”. Descubra a los Nikkei. 2019年1月26日閲覧。
5. ↑  “日系アメリカ人の文学活動におけるバイリンガリズム”.   ritsumei.ac.jp. 2019年1月26日閲覧。
6. ↑  “Oral history interview with Kay Sekimachi [Stocksdale, 2001 July 26-August 6]” (英語). www.aaa.si.edu. 2019年1月26日閲覧。

## 文献
- "Journey to Topaz" novel for children by Yoshiko Uchida, Grade 4 and up.
- "Journey Home" sequel to "Journey to Topaz."
- The Price of Prejudice—The Japanese-American Relocation Center in Utah During WWII  Leonard J. Arrington, 1962, 25th Faculty Honor Lecture of Utah State University; 1997, with photographs and update, The Topaz Museum
- Jewel of the Desert—Japanese American Internment at Topaz  Sandra C. Taylor, University of California Press
- Citizen 13660  Miné Okubo, 1946, Columbia University Press